# Lijst van golfbanen in Canada
Deze lijst van golfbanen in Canada geeft een overzicht van golfbanen die gevestigd zijn in Canada en onderverdeeld zijn in hun provincies. De Canadese golffederatie, de Royal Canadian Golf Association, erkent tot op heden meer dan 2000 golfbanen.
Deze (incomplete) lijst bevat alleen golfbanen die gebruikt werden voor grote golftoernooien, dat georganiseerd werd door verscheidene "PGA Tours", vooral de Amerikaanse PGA Tour en de Canadese PGA Tour.

## Alberta

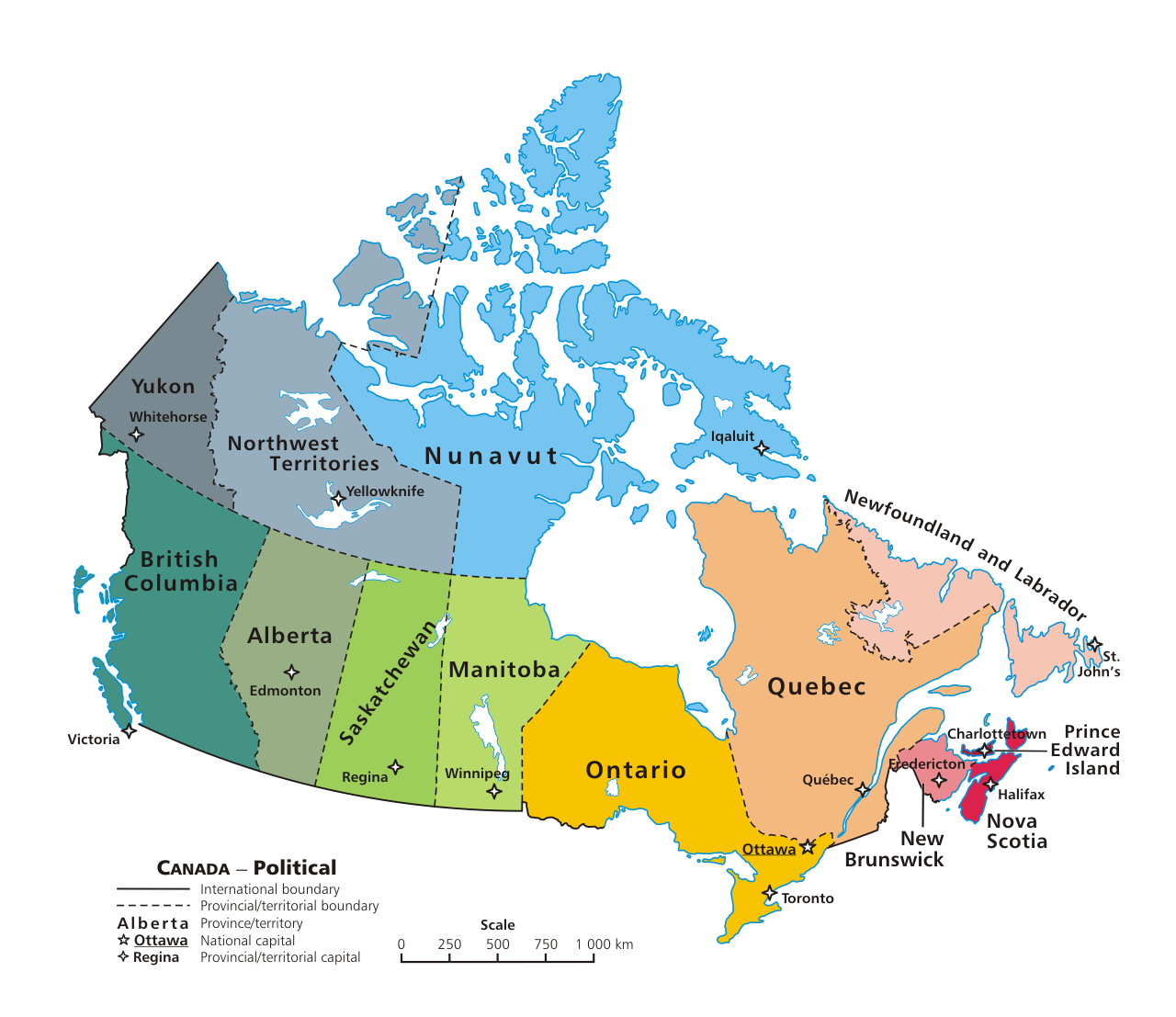
Canadese provincies

- Edmonton Country Club, Edmonton
- Priddis Greens Golf & Country Club, Priddis
- Royal Mayfair Golf Club, Edmonton

## Brits-Columbia
- Northview Golf & Country Club, Surrey
- Point Grey Golf & Country Club, Vancouver
- Shaughnessy Golf & Country Club, Vancouver
- Vancouver Golf Club, Coquitlam

## Manitoba
- Niakwa Country Club, Winnipeg
- St. Charles Country Club, Winnipeg

## New Brunswick
- The Riverside Country Club, Saint John

## Nova Scotia
- Ashburn Golf Club, Halifax

## Ontario
- Angus Glen Golf Club, Markham
- Board of Trade Country Club, Woodbridge
- Cedar Brae Golf & Country Club, Scarborough
- Cherry Hill Club, Ridgeway
- Essex Golf & Country Club, Windsor
- Glen Abbey Golf Club, Oakville
- Hamilton Golf & Country Club, Ancaster
- Lakeview House Golf Course, Toronto
- Lambton Golf & Country Club, Toronto
- Legends On The Niagara, Niagara Falls
- London Hunt & Country Club, London
- Mississaugua Golf & Country Club, Mississauga
- Ottawa Hunt & Golf Club, Ottawa
- Pinegrove Country Club, Saint-Luc
- Rosedale Golf Club, Toronto
- Royal Ottawa Golf Club, Aylmer
- Scarboro Golf & Country Club, Scarborough
- St. Andrews Golf Club, Toronto
- St. Georges Golf & Country Club, Toronto
- Thornhill Golf & Country Club, Thornhill
- Toronto Golf Club, Mississauga
- Westmount Golf & Country Club, Kitchener
- Weston Golf & Country Club, Toronto

## Québec
- Beaconsfield Golf Club, Montréal
- Candiac Golf Club, Candiac
- Hillsdale Golf Club, Mirabel
- Islesmere Golf Club, Montréal
- Kanawaki Golf Club, Kahnawake
- Lachute Golf Club, Lachute
- Le Club Laval-Sur-Le-Lac, Laval
- Mount Bruno Country Club, Saint-Bruno
- Richelieu Valley Golf Club, Sainte-Julie
- Rivermead Golf Club, Aylmer
- Royal Montreal Golf Club, L'Île-Bizard
- Royal Quebec Golf Club, Boischatel
- Summerlea Golf Club, Montréal